# Canal de Brouage
Le canal de Brouage est situé dans le département Charente-Maritime en région Nouvelle-Aquitaine.

## Géographie

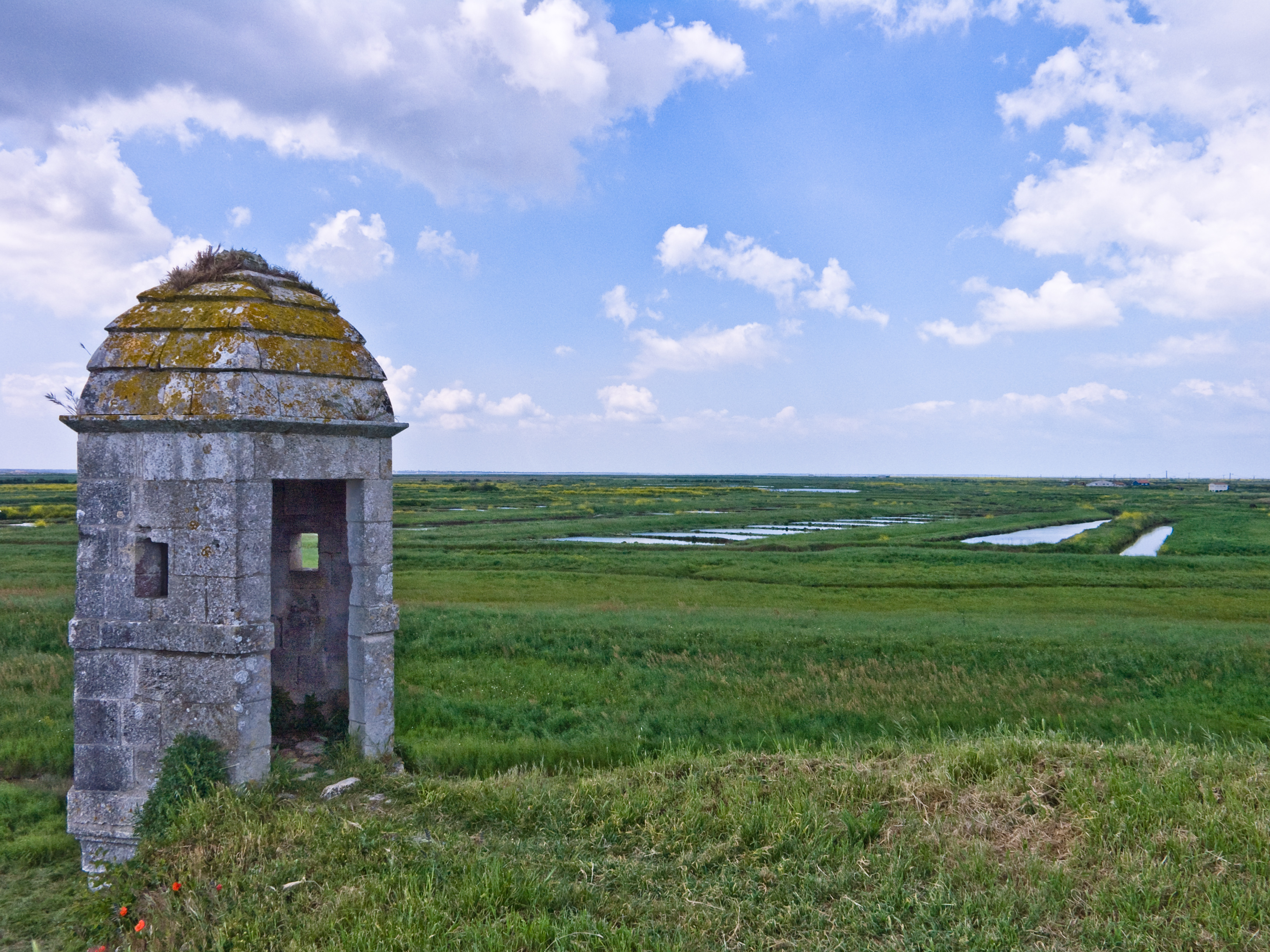
Brouage au milieu des marais. L'ancienne citadelle fut desservie par le canal de Brouage, avant la jonction de la Charente à la Seudre.

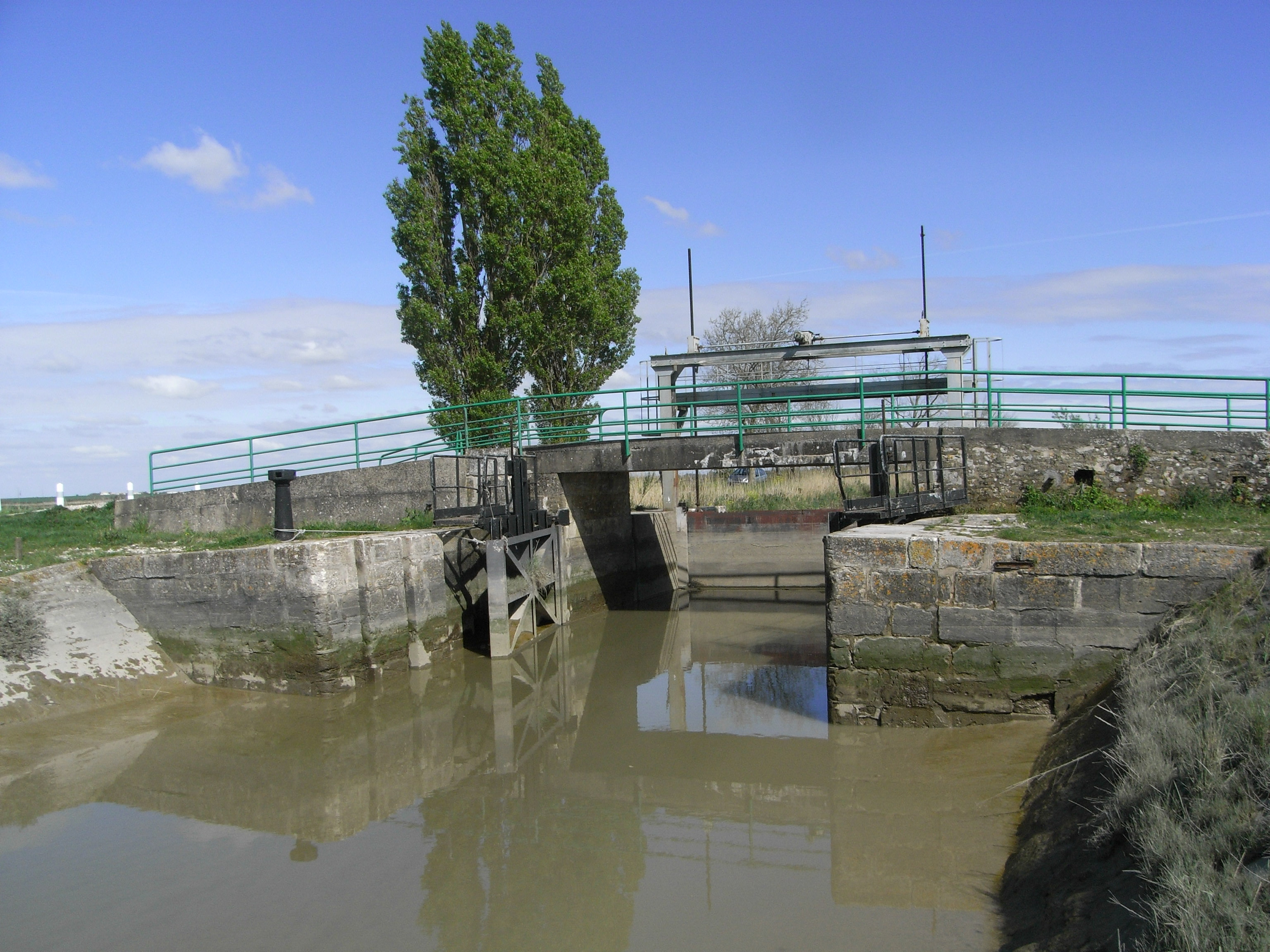
Écluse du canal.

Il permet de relier la cité de Brouage depuis le chenal dit le Havre de Brouage avec le canal de la Charente à la Seudre, grâce à un embranchement situé au Sud du village de Beaugeay.

## Histoire

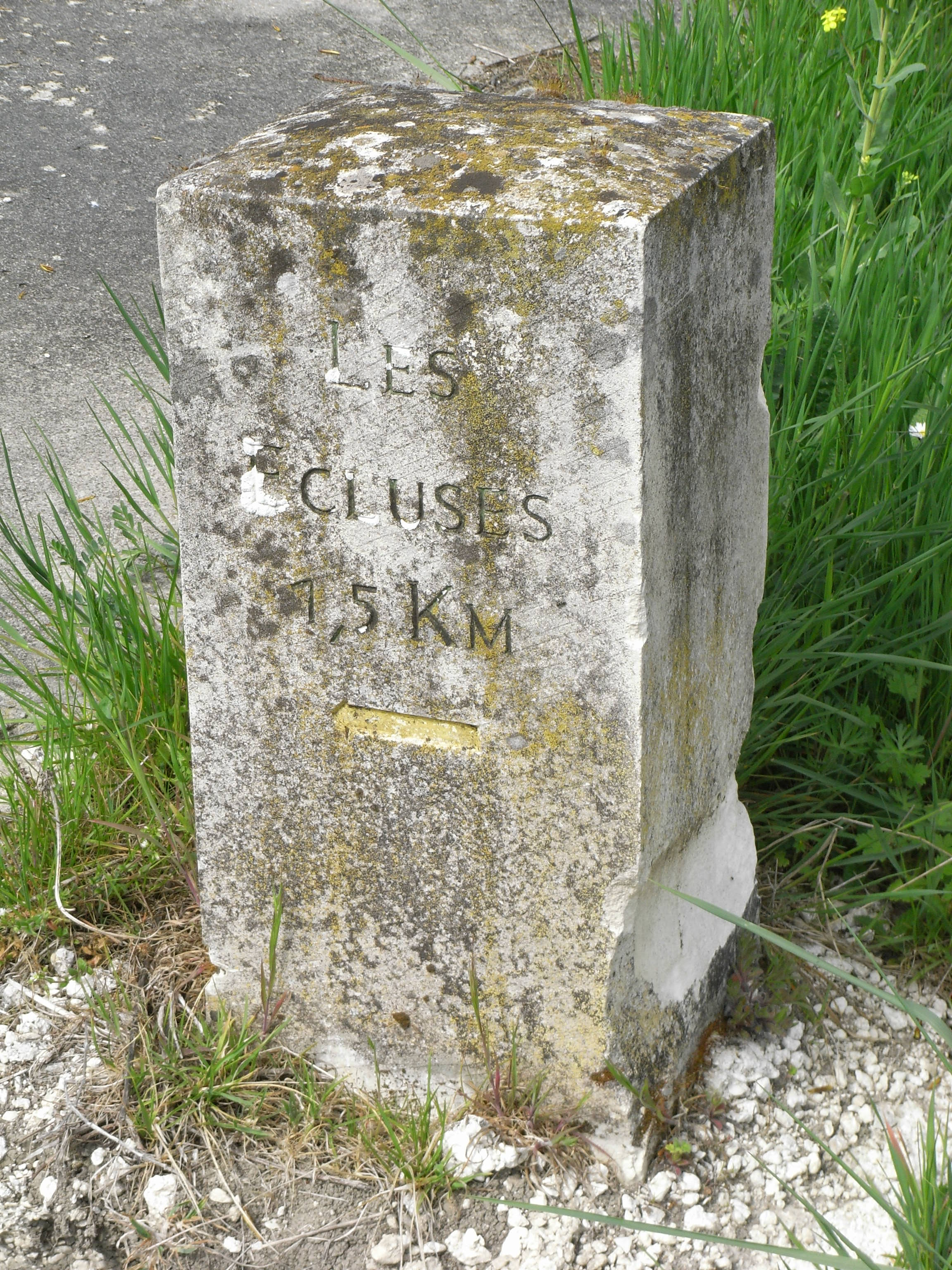
Borne du canal

À l'origine, ce canal reliait Brouage à la ville de Rochefort via la Charente. 
Pendant le Second Empire, le canal de Brouage fut prolongé dans sa section méridionale jusqu'à Marennes.
La section Rochefort-Marennes est maintenant appelée canal de la Charente à la Seudre dit de la Bridoire, tandis que la partie du canal qui dessert Brouage est appelé le chenal dit "Le Havre de Brouage", ce dernier étant prolongé à l'Est par la petite section de deux kilomètres du "Canal de Brouage".